# Завихост
Завихост (пољ. Zawichost) је град у Пољској у Војводству Светокришком у Повјату Сандомјежком. Према попису становништва из 2011. у граду је живело 1.881 становника.

## Становништво
Према прелиминарним подацима са пописа, у граду је 2011. живело 1.881 становника.
| 2002. | 2011. | 2012. |
| ----- | ----- | ----- |
| 1.950 | 1.881 | 1.877 |